# Mapungubwe nationalpark
Mapungubwe nationalpark ligger i norra Sydafrika i provinsen Limpopo vid gränsen mot Botswana. Nationalparkens namn betyder "schakalernas plats".
Nationalparken täcker en yta av 28 000 hektar och den begränsas i norr av floden Limpopo. Landskapet är i östra delen kulligt medan den västra delen är ganska platt. Hela parken ligger mellan 300 och 780 meter över havet.

## Historia
I parken hittades flera arkeologiska föremål från stenåldern och från järnåldern. Här förekommer hällristningar från Sanfolket som uppskattas vara 15 000 år gamla. Många lämningar från åren 900 till 1300 är från ett sydafrikanskt kungarike som bland annat handlade med guld och elfenben.
Delar av dagens nationalpark blev 1922 ett botaniskt reservat och själva nationalparken inrättades 1995. Året 2003 blev parkens centrala delar ett världsarv (se Kulturlandskapet Mapungubwe).

## Natur
Parken kännetecknas av buskskogar med några glest fördelade större träd och längs vattendragen är växtligheten tätare. Bland de stora träden är Faidherbia albida och träd av fikussläktet typiska. Vid floderna växer även stora exemplar av Xanthocercis zambesiaca. I parken hittas några träd av baobabsläktet.
De fem afrikanska storviltsarterna förekommer i nationalparken. Här dokumenterades 17 arter av springnäbbmöss (Macroscelididae). Parkens stora fruktträd besöks av flyghundar och av Sydafrikas fem primater lever fyra i nationalparken. Typiska mindre och medelstora marklevande däggdjur är manguster, hyraxar och antiloper.
I parken registrerades 467 olika fågelarter. Till de större räknas klippörn, skrikfiskörn och kronörn. Vid floden Limpopo lever flera olika storkar.